# Кінта (власність)

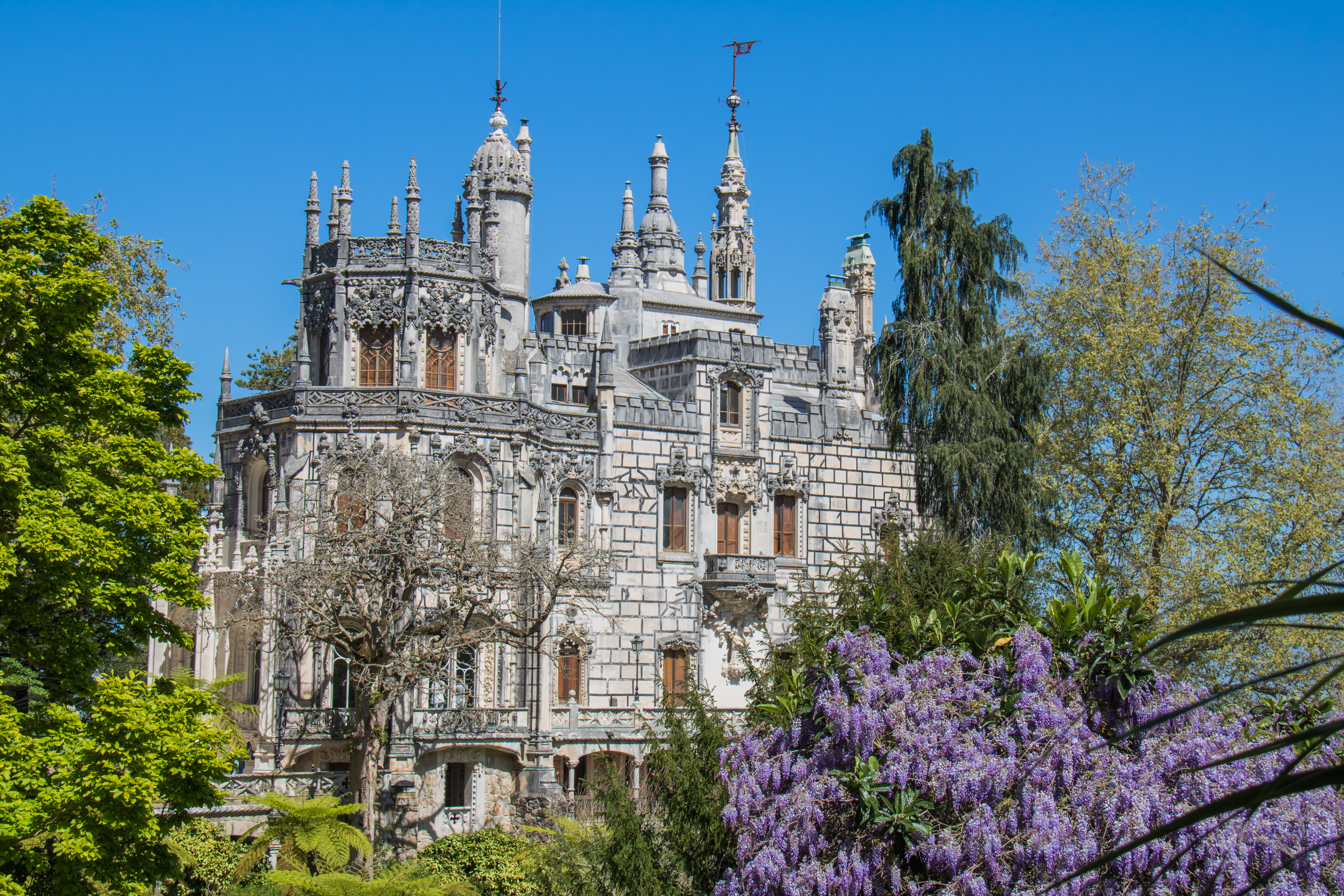
Квінта да Реґалейра в Сінтрі.

Кінта, квінта (порт., ісп. quinta) — традиційний термін для маєтку, в основному вживається в Португалії та португаломовному світі, але  також став популярним у країнах Іберо-Америки, що не говорять португальською. 

## Визначення

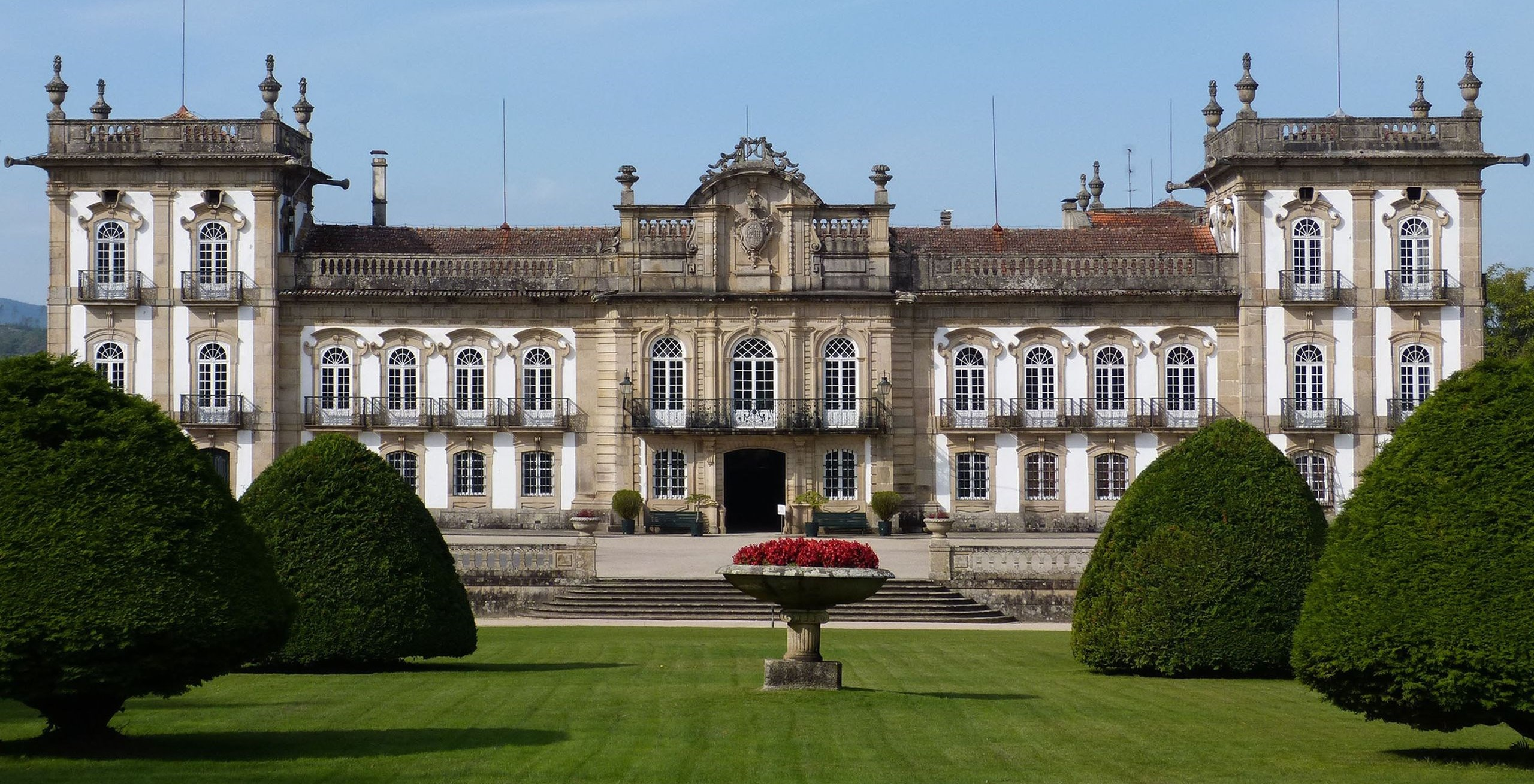
Кінта-да-Брежуейра в Монсані.

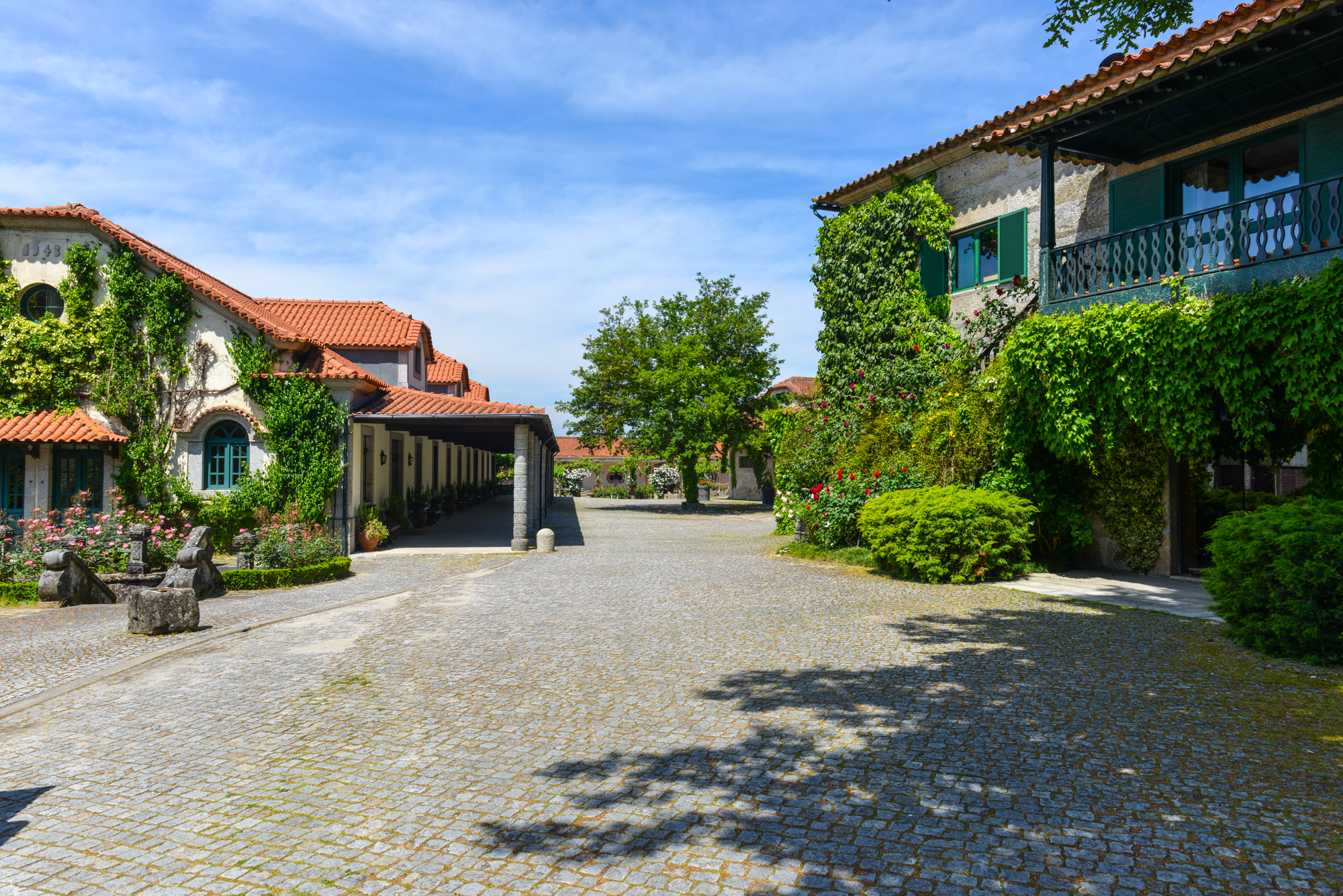
Кінта да Авелада в Пенафієлі, приклад традиційної сільської квінти.

Квінта - це насамперед сільська власність, зокрема історичні маєтки та котрі знаходяться в континентальній Португалії. Цей термін також використовується як назва сільськогосподарських садиб, таких як виноробні, виноградники та оливкові гаї. 
У міських умовах квінти часто можуть бути огородженими особняками в міських центрах, але цей термін також може застосовуватися до споруд, які колись були розташовані в більш сільській місцевості, яка з тих пір була урбанізована. 
Назву згодом часто давали загально більшим земельним маєткам, які спочатку могли використовуватися для сільськогосподарських цілей, але були перетворені на житлові садиби. 
Цей термін застосовується також для заможних громад закритого типу у Португалії та португоломовних країнах в Африці, таких як Кінта да Белура на Португальській Рив'єрі. 

## Примітні кінти
Португалія
- Кінта да Регалейра, Сінтра
- Кінта-да-Рибафрія, Сінтра
- Кінта-ду-Релуджо, Сінтра
- Quinta do Ramalhão, Сінтра
- Quinta das Lágrimas, Коїмбра

Бразилія
- Кінта-да-Боа-Віста, Ріо-де-Жанейро